# فرد هيمبل
فرد هيمبل (بالألمانية: Fred Hempel)‏ (و. 1951  م) هو رياضي من ألمانيا، وألمانيا الشرقية، شارك في الألعاب الأولمبية الصيفية 1976.

## روابط خارجية
- فرد هيمبل على موقع قاعدة بيانات المصارعة الدولية (الإنجليزية)
- فرد هيمبل على موقع أوليمبيديا (الإنجليزية)